# Prosopantrum pauciseta
Prosopantrum pauciseta är en tvåvingeart som först beskrevs av Günther Enderlein 1938.  Prosopantrum pauciseta ingår i släktet Prosopantrum och familjen myllflugor. Inga underarter finns listade i Catalogue of Life.